# インドにおける死刑
インドにおける死刑（インドにおけるしけい）では、インドにおける死刑について解説する。
死刑制度は現在も継続中で、2022年9月18日時点での最新の死刑執行は、2020年3月20日に行われた2012年インド集団強姦事件加害者4人の執行である。

## 歴史
インドでは、1975～91年にかけて約40人が死刑執行された。1995年以降は2004年8月のw:en:Dhananjoy Chatterjeeを始めに、2020年3月20日時点で8人となっている。いずれも絞首刑である。
1947年のイギリスからの独立以降、インドで死刑執行された人数の正確な数字は不明で、論争になっている。政府の公式発表では、独立以降62人が死刑執行されたとされている。
しかし、w:en:People's Union for Civil Libertiesは1,422人の処刑が1953年から1963年まで16のインドの州で起こったとのw:en:Law Commission of India報告を上げている。そして、いくつかの資料は独立以降の死刑被執行人員数が4300人を超えている可能性を示唆している。
インド最高裁判所は1983年に死刑が科せられる犯罪を以下の通り示した。
「国家反逆罪」、「強盗殺人」、「子供や障害者に対する殺人」、「テロ活動」40人（女性3人を含む）が救命嘆願書により終身刑に減刑されたが、その後は死刑判決は減少傾向となっていった。
西ベンガル州では1993年を最後に死刑停止状態になり、インド全体では1995年～2003年の間、死刑停止状態が続いた。
モハンマド・アフザルw:en:Mohammad Afzalは2001年のインドの議会攻撃と関連して陰謀の有罪判決を受け、死刑を宣告され、その後インドの最高裁判所は死刑判決を確定させた。
アフザルの死刑は2006年10月20日に執行される予定だったが、延期され、アフザル事件は不安定な政治問題のままとなっている。
しばらくは死刑執行停止状態が続いていたが、近年は1990年の少女強姦殺人の容疑で翌1991年に死刑判決を受け、13年間独房に拘禁されていたw:en:Dhananjoy Chatterjeeの死刑が2004年8月14日に執行され、さらに2008年11月のムンバイ同時多発テロの実行犯で、2010年5月に判決を受け死刑が確定したムハンマド・アジマル・カサブが2012年11月21日に執行された。
そして、ヒューマンライツアジアセンターによれば、2001年～2011年の間、下表のように死刑判決を受けた者が100前半台で推移し、少ない年は100を切ったが、多い時は100後半台になる年もある。同時に、死刑囚に対して大統領が終身刑に減刑する恩赦を出しており、2004年に死刑執行された翌年の2005年・2006年は1000以上もの恩赦が出されている。これは、死刑判決は出されるものの執行される者が非常に少ないため、死刑囚が多数いることによる刑務所の過剰収容対策の一環として出された背景がある。なお、政府公式統計は発表されていない。そして、2021年現在の死刑囚は、約488人存在するという。
| 年   | 死刑確定人数 | 終身刑減刑恩赦数 | 死刑執行数 |
| ---- | ------------ | ---------------- | ---------- |
| 2001 | 106          | 303              | 0          |
| 2002 | 126          | 301              | 0          |
| 2003 | 142          | 142              | 0          |
| 2004 | 125          | 179              | 1          |
| 2005 | 164          | 1241             | 0          |
| 2006 | 129          | 1020             | 0          |
| 2007 | 186          | 881              | 0          |
| 2008 | 126          | 46               | 0          |
| 2009 | 137          | 104              | 0          |
| 2010 | 97           | 62               | 0          |
| 2011 | 117          | 42               | 0          |

2007年12月にインドは死刑執行停止を求めている国連総会決議に反対票を入れた。
2012年に発生した集団強姦事件（2020年3月に4名に死刑執行）を受け、2013年2月3日、プラナブ・ムカルジー大統領は強姦罪の罰則を強化する大統領令に署名した。これによって強姦の最高罰則を死刑とする法律が成立した。これを受け、2013年にムンバイで発生した集団強姦事件では、犯人5人のうち3人に死刑判決が下された。
2015年7月30日に1993年ボンベイ爆破事件の加害者のヤクブ・メモンの死刑執行された。
2018年4月23日、12歳未満の子どもへの性的暴行で有罪となった者に死刑を科すことを認める政令を閣議で承認した。また、強姦事件の裁判を迅速化する方策も盛り込まれ、性的暴行における最短の服役期間を7年から10年に引き上げられた。
2018年6月に、8歳の女児が強姦された後にのどをかき切られる事件が発生、8月には裁判の迅速化を受けて、犯人の男2人（20歳と24歳）に死刑判決が下された。

## 執行方法
- 絞首刑
- 斬首刑(現在では執行例はほとんどないという)

## 死刑執行人
- 詳細は死刑執行人#インドを参照